# Anna-Maria Zimmermann

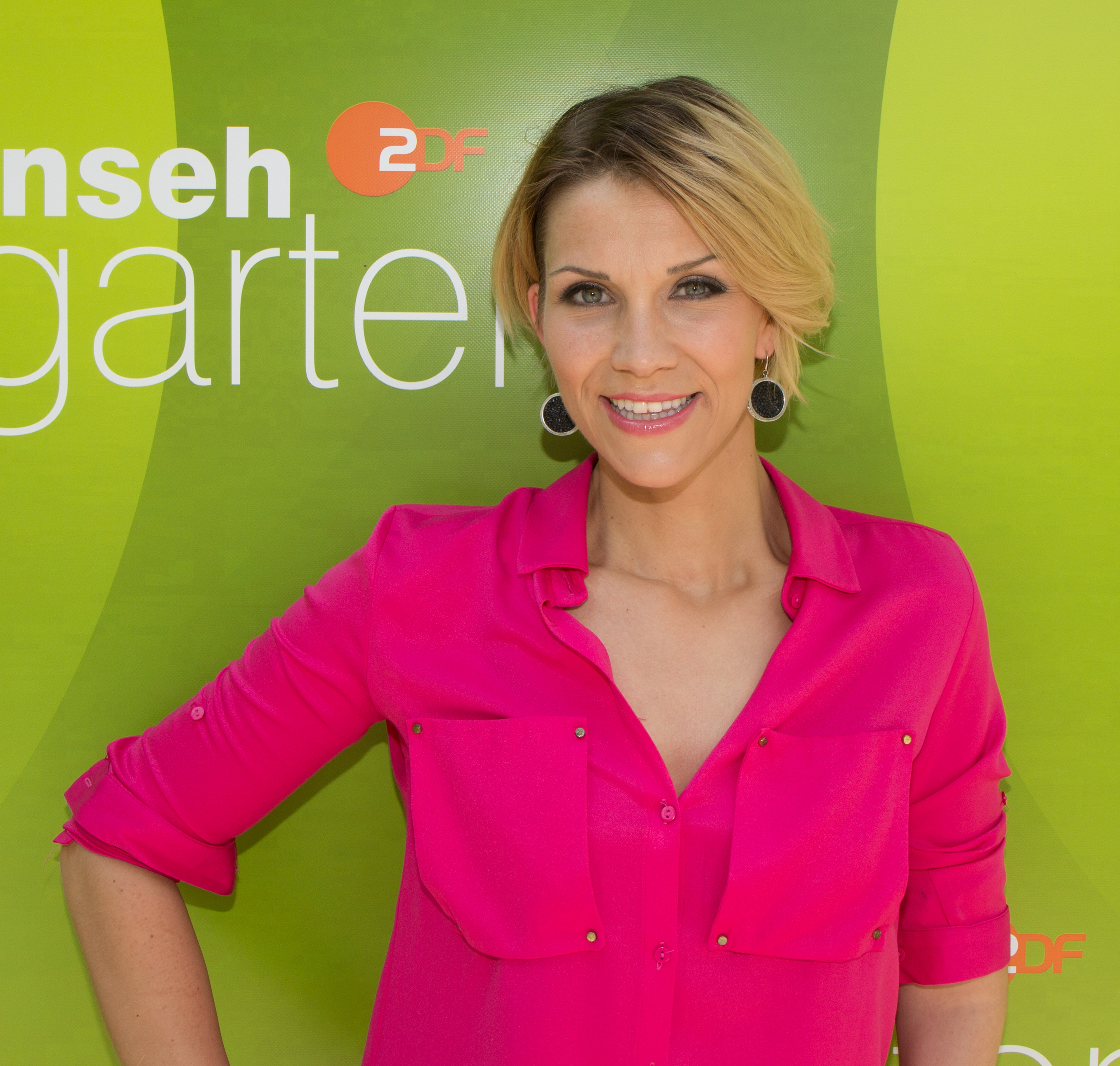
Anna-Maria Zimmermann (2018)

Anna-Maria Zimmermann (* 14. Dezember 1988 in Gütersloh; bürgerlich Anna-Maria Tegeler) ist eine deutsche Partyschlagersängerin. Sie wurde Ende 2005 als Kandidatin in der dritten Staffel von Deutschland sucht den Superstar bekannt, bei der sie den sechsten Platz erreichte.

## Privatleben
Anna-Maria Zimmermann ist das jüngste von drei Kindern. Sie wurde im Alter von fünf Jahren von ihrer Mutter mit einem Video bei der Mini Playback Show angemeldet, in der sie einen Auftritt als Stefanie Hertel mit dem Lied Oma, du verstehst mich nicht hatte. Später nahm sie Gesangsunterricht. Sie spielt Keyboard, Klavier und Flöte. Im Januar 2015 heiratete sie in Österreich den Koch Christian Tegeler. Das Paar lebte in Rietberg-Westerwiehe und bekam 2017 einen Sohn. 2020 brachte sie einen weiteren Sohn zur Welt. Im Januar 2025 gab Zimmermann ihre Trennung von Christian Tegeler bekannt.

### Unfall im Oktober 2010
Am 24. Oktober 2010 war Zimmermann zusammen mit ihrem Manager und einem Assistenten in einem Helikopter vom Typ Robinson R44 zu einem Auftritt in einer Diskothek unterwegs, wo ihr der Ballermann-Award 2010 verliehen werden sollte. Während der Außenlandung bei Altenbeken (Kreis Paderborn) in unmittelbarer Nähe des Veranstaltungsorts stürzte der Helikopter aus etwa zehn Meter Höhe über einer Straße ab (⊙), wodurch Zimmermann lebensgefährliche innere Verletzungen und zahlreiche Knochenbrüche erlitt. Sie musste mehrfach operiert werden. Als Folge des Unfalls blieb Zimmermanns linker Arm gelähmt, weshalb die Sängerin seitdem eine Armschlinge trägt. Seit 2014 tritt sie meist ohne Schlinge auf oder mit einer Schiene. Im Mai 2017 gab Zimmermann bekannt, dass sie ihren Arm zum Teil wieder bewegen könne. Nach dem Untersuchungsbericht der BFU habe eine Überlagerung mehrerer Umstände (Zuladung, Wetter, das Auftreten eines Wirbelringstadium-Effektes und unzureichendes Situationsbewusstsein) zu dem Unfall geführt.

## Karriere
Im Herbst 2005 nahm Zimmermann an der dritten Staffel der Castingshow DSDS bei RTL teil und belegte den 6. Platz.
| Mottoshow     | Lied                              | Original-Interpret    | Anrufer in Prozent    |
| Greatest Hits | I Will Survive                    | Gloria Gaynor         | 05,7 (Platz 7 von 10) |
| Hits der 80er | Walking on Sunshine               | Katrina and the Waves | 07,3 (Platz 6/9)      |
| Rock Classic  | The Best                          | Tina Turner           | 10,7 (Platz 5/8)      |
| Big Band      | Diamonds Are a Girl’s Best Friend | Marilyn Monroe        | 14,3 (Platz 3/7)      |
| Lovesongs     | Wish You Were Here                | Rednex                | 10,7 (Platz 6/6)      |

### NachDeutschland sucht den Superstar
Im Oktober 2007 veröffentlichte Zimmermann ihre Debütsingle Der erste Kuss mit der Band Jojos. 2008 unterschrieb sie einen Plattenvertrag bei Universal Music, woraufhin eine zweite Single mit dem Titel Wer ist dieser DJ? auf den Markt kam, die im September 2008 Platz 66 der deutschen Singlecharts erreichte. 2009 unterschrieb sie ihren zweiten Plattenvertrag bei EMI. Im Juli 2009 erschien die dritte Single 1000 Träume weit (Tornerò). Dabei handelte es sich um die Adaption eines Hits der italienischen Band I Santo California aus dem Jahr 1975. Im Januar 2010 veröffentlichte sie zudem die Single Hurra wir leben noch, ein Cover des gleichnamigen Titels von Milva aus dem Jahr 1983.
Zimmermanns erstes Studioalbum Einfach Anna! erschien im Dezember 2010. Vorab wurde im Juli 2010 die Single Frei sein ausgekoppelt. Seit 2008 trat sie regelmäßig auf Mallorca in der Diskothek Bierkönig auf und war in deutschen Schlagersendungen zu sehen.

### Comeback
Nach ihrem Unfall im Oktober 2010 pausierte sie zunächst. Seit Juni 2011 steht sie wieder auf der Bühne. Hierzu veröffentlichte sie die Single 100.000 leuchtende Sterne, die Platz 60 der deutschen Singlecharts erreichte. Im Januar 2012 veröffentlichte sie die Single Leben. Im Januar 2012 erschien ihr zweites Album Hautnah bei EMI, mit dem sie erstmals die deutschen Albumcharts erreichte (Platz 47). Im April 2012 erschien die Single Mit Dir. Im Juli 2012 veröffentlichte sie das Duett Freundschaftsring mit Olaf Henning und erreichte Platz 73 der Singlecharts.
Im Mai 2013 erschien bei Telamo das Album Sternstunden, das die Top 30 der deutschen Albumcharts erreichte. Die Singles Amore Mio, Non Plus Ultra, Tanz und Dich gibt es 1000 Mal noch besser wurden ausgekoppelt. Im Februar 2014 ging sie auf Clubtour. Das Konzert in Rietberg wurde aufgezeichnet und als Live-DVD und Live-CD veröffentlicht. Mit dieser Veröffentlichung konnte sich Zimmermann wieder in den Albumcharts sowie erstmals auch in den DVD-Charts platzieren. Im Juli 2014 veröffentlichte Zimmermann die Single Nur noch einmal schlafen, die Platz 77 der Charts erreichte.
Im März 2015 erschien die Single Du hast mir so den Kopf verdreht, gefolgt vom vierten Studioalbum mit dem Titel Bauchgefühl. Das Album erreichte Platz 18 in Deutschland, wo es zwei Wochen lang in den Charts vertreten war, und mit Platz 63 platzierte sich Zimmermann erstmals in der Schweiz. Das Album blieb dort für eine Woche in der Hitparade. Im November 2016 erschien als Duett-Singles Tinte mit Achim Petry sowie das Weihnachtslied Frohe Weihnacht (Merry Christmas).
Im März 2017 erschien die Single Himmelblaue Augen; im Mai folgte das Studioalbum himmelbLAu. Es erreichte Platz 15 der deutschen und Platz 40 der Schweizer Albumcharts. Zum ersten Mal konnte Zimmermann ein Album in den österreichischen Charts platzieren (Platz 69). Für das Album und das Musikvideo arbeitete sie in Los Angeles. Seit 2018 steht sie wieder bei Electrola unter Vertrag. Ihr Album Sorgenfrei, das im Juni 2018 erschien, wurde von Dieter Bohlen produziert. Als erste Singleauskopplung war bereits im März 2018 Scheiß egal erschienen.
2019 coverte sie das Lied Luft und Liebe der Hollerstauden, das wiederum eine Coverversion von La Bamba von Ritchie Valens ist. Seit März 2020 wird sie von Helene Fischers Manager Uwe Kanthak vertreten. Im Oktober 2020 veröffentlichte sie die Single Tausend Farben hat das Glück. Nachdem ihr nächstes Album ursprünglich im März 2020 erscheinen sollte, aufgrund der Corona-Pandemie jedoch verschoben wurde, veröffentlichte sie anlässlich ihres 10-jährigen Bühnenjubiläums das Best-of Album Das Beste von Anna!
Nachdem längere Zeit keine neue Musik veröffentlicht worden war, erschien am 10. Juni 2022 die neue Single So Vermisst. Das Musikvideo wurde auf Mallorca gedreht.
Am 13. Januar 2023 erschien die nächste Single Zusammen sind wir eins, deren Melodie von Spirit of the Hawk von Rednex inspiriert ist.

## Diskografie
Studioalben

| Jahr | Titel Musiklabel                | Höchstplatzierung, Gesamtwochen, AuszeichnungChartplatzierungen (Jahr, Titel, Musiklabel, Platzierungen, Wochen, Auszeichnungen, Anmerkungen) | Höchstplatzierung, Gesamtwochen, AuszeichnungChartplatzierungen (Jahr, Titel, Musiklabel, Platzierungen, Wochen, Auszeichnungen, Anmerkungen) | Höchstplatzierung, Gesamtwochen, AuszeichnungChartplatzierungen (Jahr, Titel, Musiklabel, Platzierungen, Wochen, Auszeichnungen, Anmerkungen) | Anmerkungen                             |
| Jahr | Titel Musiklabel                | DE | AT | CH | Anmerkungen                             |
| ---- | ------------------------------- | --- | --- | --- | --------------------------------------- |
| 2010 | Einfach Anna! EMM Records (EMI) | — | — | — | Erstveröffentlichung: 10. Dezember 2010 |
| 2012 | Hautnah Electrola (EMI)         | DE47 (2 Wo.)DE | — | — | Erstveröffentlichung: 27. Januar 2012   |
| 2013 | Sternstunden Telamo (Sony)      | DE29 (3 Wo.)DE | — | — | Erstveröffentlichung: 31. Mai 2013      |
| 2015 | BauchGefühl Telamo (Sony)       | DE18 (2 Wo.)DE | — | CH63 (1 Wo.)CH | Erstveröffentlichung: 13. März 2015     |
| 2017 | Himmelblau Telamo (WMG)         | DE15 (2 Wo.)DE | AT69 (1 Wo.)AT | CH40 (1 Wo.)CH | Erstveröffentlichung: 19. Mai 2017      |
| 2018 | Sorgenfrei Electrola (UMG)      | DE16 (5 Wo.)DE | AT36 (1 Wo.)AT | CH30 (1 Wo.)CH | Erstveröffentlichung: 1. Juni 2018      |

## Auszeichnungen
- Ballermann-Award
  - 2010: in der Kategorie „Bester Pop-Schlager“
  - 2012: in der Kategorie „Radio Airplays 2012“
- Goldene Antenne
  - 2015: in der Kategorie „Schlager“
- smago! Award
  - 2014: in der Kategorie „Erfolgreichste Pop- und Partyschlagersängerin“